# Дьянсе
Дьянсе́ (фр. Diancey) — коммуна во Франции, находится в регионе Бургундия. Департамент коммуны — Кот-д’Ор. Входит в состав кантона Льерне. Округ коммуны — Бон.
Код INSEE коммуны — 21229.

## Население
Население коммуны на 2010 год составляло 83 человека.
| 1962 | 1968 | 1975 | 1982 | 1990 | 1999 | 2010 |
| ---- | ---- | ---- | ---- | ---- | ---- | ---- |
| 116  | 98   | 85   | 83   | 72   | 87   | 83   |

## Экономика
В 2010 году среди 51 человека трудоспособного возраста (15—64 лет) 30 были экономически активными, 21 — неактивными (показатель активности — 58,8 %, в 1999 году было 62,7 %). Из 30 активных жителей работали 27 человек (14 мужчин и 13 женщин), безработных было 3 (1 мужчина и 2 женщины). Среди 21 неактивных 7 человек были учениками или студентами, 11 — пенсионерами, 3 были неактивными по другим причинам.